# Arubolana imula
Arubolana imula is een pissebed uit de familie Cirolanidae. De wetenschappelijke naam van de soort is voor het eerst geldig gepubliceerd in 1979 door Botosaneanu & Stock.